# Zootzen (Wald)
Der Zootzen (auch Zuzen) ist ein Waldgebiet im Nordwesten des Landes Brandenburg.

## Geographie
Der heutige Zootzen am Rande des Havelländischen und des Rhinluchs ist ein über 1600 ha großes, nahezu geschlossenes Waldgebiet, das eine außerordentliche Vielfalt von Biotopen in Flora und Fauna bietet. Er erstreckt sich über Gebiete der Stadt Friesack (Ortsteil Zootzen) sowie der Gemeinden Wiesenaue (Ortsteil Vietznitz) und Fehrbellin (Ortsteil Lentzke). Im Westteil des Zootzen liegt das 148 ha große, 1980 auf Initiative des ehemaligen Bürgermeisters der Gemeinde Zootzen und früheren Revierförsters Heinz Granda eingerichtete Naturschutzgebiet Friesacker Zootzen, ein von Ton und Lehm durchsetztes, von grundwasserbeeinflussenden Talsanden beherrschtes Gebiet des Rhinluchs mit Moorlöchern und einem durch den Alten Rhin sich stetig ändernden Gesicht. Der naturbelassene Flusslauf des Alten Rhin mit seinem ursprünglichen Uferbewuchs soll erhalten werden. Der Osten des Zootzen liegt höher, die dortigen Dünen sind vom Grundwasser weiter entfernt. Rund 53 ha bilden eine Naturwaldparzelle, ein Gebiet, das nicht forstwirtschaftlich genutzt wird, sondern sich selbst überlassen bleibt.
Die Bodenverhältnisse des Zootzen sind durch einerseits hohe Anteile an ziemlich nährstoffarmen (rohhumusartiger Moder) und nährstoffarmen (Rohhumus) Standorten (ca. 950 ha), aber auch durch nennenswerte Anteile von nährstoffkräftigen (mullartiger Moder) Standorten (ca. 300 ha) geprägt.

## Flora und Fauna
Die Gewässer sind gut geeignet für Wasservögel; zahlreiche Entenarten und der Eisvogel sind beheimatet, ebenso sind der Fischotter, unsere heimischen Schlangenarten Kreuzotter und Ringelnatter sowie die Blindschleiche und der in Europa selten gewordene Hirschkäfer hier zu finden.
Neben Nachtigall, Schreiadler und Hohltaube haben ca. 20 Vogelarten hier ihr Brutgebiet. Trappen, Birkwild und Fasan verschwanden jedoch nach der Hydromelioration zum Ende des letzten Jahrhunderts.
Beim westlichen Naturschutzgebiet „Friesacker Zootzen“ handelt es sich um naturnahe Erlen- und Eschenwälder und edellaubholzreiche Stieleichen – Hainbuchenwälder, im höher gelegenen Osten des Zootzen findet man Roteichen und Buchen, welche horstartig die eingebetteten tieferen Senken besiedeln. Je trockener es wird, umso mehr beherrschen erst Douglasien und später Kiefern die Gegend. Das Gebiet war ein überwiegend vom Laubwald beherrschtes Gebiet mit seinem heutigen Kieferanteil von nur 61 %, ist der Laubholzanteil immer noch deutlich höher als im Durchschnittlichen brandenburgischen Wald. Besonders die Eiche mit einem Flächenanteil von etwa 15 % sticht hervor. Man findet hier ca. 20 verschiedene Holzarten, wie Ahorn, Buche, Esche, Erle, Linden, Rüster und Birke. Noch immer findet man alte und mächtige Eichen, einige hatten ihre Jugendjahre noch zur Zeit des Soldatenkönigs und sind ca. 300 Jahre alt. Die Altersklassen des gesamten Baumbestandes sind jedoch nicht gleich verteilt, der für Brandenburg typische Überhang von Jungbeständen der Altersklassen II (21–40 Jahre) und III (41–60 Jahre) ist klar zu erkennen.
Zahlreiche Windröschen, Maiglöckchen, Leberblümchen, Lungenkraut, Waldmeister und andere Frühjahrsblüher setzen jedes Frühjahr farbliche Akzente.

## Geschichte

### Mittelalter
Der Zootzen erstreckte sich ursprünglich von der Gegend um Friesack bis zum Kremmener Forst und zum Brieselank („Birkenlande“ 1315 als Brisenlank erwähnt) östlich von Nauen (Namensgeber der Gemeinde Brieselang). Der Zootzen trennte zu spätslawischen Zeiten das Siedlungsgebiet der Zamzizi im Ruppiner Land von dem Siedlungsgebiet der Heveller im Havelland, jedoch war der Waldgürtel an seinen Rändern von kleinen Siedelstellen durchsetzt. Burgwälle (Burgwall Klessener Zootzen) und spätbronzezeitliche und mittelslawische Keramik und Funde von alten Wegen und Übergängen von Nord nach Süd im Bruner Luch (Briesener Zootzen) und im Klessener Zootzen zeugen davon. Einem dieser Wege bzw. Übergänge im Luch verdankt der heutige Wohnplatz Damm des Ortsteils Zootzen der Stadt Friesack seinen Namen. 1315 erhielt die Stadt Nauen vom Markgrafen Woldemar die Holzungsgerechtigkeit, und zwar mit der Formulierung „inter paludes seu mericas dictas Zuzen et Brisenlank super totum Glyn usque ad terram Bellin“.

### Moderne
Der Orkan Quimburga Mitte November 1972 richtete schweren Schaden an, er warf ganze Flächen nieder, auf insgesamt 75.000 Festmeter Holz belief sich der Schaden. Meist waren es Kiefern, die Opfer des Orkans wurden, viele waren ca. 100 Jahre alt. Es heißt, dass genau hundert Jahre vorher, also 1872, am selbigen Tage ebenfalls ein Orkan gewütet haben soll. Aufgrund des niedrigen Grundwasserspiegels wurzelten die Bäume nicht tief und wurden so ein leichtes Opfer des Orkans, der sie einfach umwarf, ohne sie zu brechen. Bis einschließlich Frühjahr 1976 dauerten die Wiederaufforstungsarbeiten. Heute ist der Zootzen durch Großprivatwald geprägt, bis zur Wende wurde er staatlich bewirtschaftet. Die Rückgabe der Wälder ist aus forstwirtschaftlicher Sicht ein Rückschritt, da forstbaulich die Bewirtschaftung der kleinen Flächen zum Teil 50 × 350 m kaum möglich ist. Zu hoffen ist, dass dieses einzigartige Gebiet mit seinen außerordentlich vielfältigen Wäldern erhalten bleibt, einen großen Beitrag dazu leistet der Staatliche Wald und das Naturschutzgebiet „Friesacker Zootzen“.

## Tourismus
Dem Waldbesucher steht der ca. 3,5 Kilometer lange Waldlehrpfad Zootzen mit Waldbildern und Hinweisen zur Erkundung des Zootzen zur Verfügung; für große Gruppen sollen Führungen, geleitet durch die Revierförsterei, möglich sein. Der Waldlehrpfad wird jährlich im Herbst auch für die Waldjugendspiele der Oberförsterei Friesack genutzt.